# Route du Point-du-Jour-à-Bagatelle
La route du Point-du-Jour-à-Bagatelle est une voie située dans le 16e arrondissement de Paris, en France.

## Situation et accès
Elle se trouve dans le bois de Boulogne.

## Origine du nom
La voie est nommée en référence au parc de Bagatelle.